# Либ
Либ (англ. Lib, марш. Ellep [ɛ̯ɛlʲːɛpʲ]) — остров в Тихом океане в составе цепи Ралик (Маршалловы Острова). Второе (местное) название — Эллеп. Площадь сухопутной части составляет 0,93 км².

## Гидрология
На острове расположено одноимённое озеро площадью 0,12 км².

## Население
В 2011 году численность населения острова составляла 155 человек.